# Monica Westén
Monica Viola Westén (née le 15 mars 1966 à Huddinge) est une athlète suédoise spécialiste du 400 mètres haies.

## Palmarès
- Championnats d'Europe d'athlétisme de 1990 à Split :
  -  Médaille de bronze du 400 m haies